# Gordan Bunoza
Gordan Bunoza (Ljubuški, 5 febbraio 1988) è un calciatore croato naturalizzato bosniaco, difensore dell'HAŠK 1903.

## Carriera

### Club
Debutta con il Karlovac il 25 luglio 2009 nel pareggio fuori casa per 1-1 contro il Međimurje Čakovec. Segna il primo gol con il Karlovac il 27 marzo 2010 nella vittoria casalinga per 2-0 contro il Rijeka. Gioca l'ultima partita con il Karlovac il 13 maggio 2010 nel pareggio fuori casa per 1-1 contro il Dinamo Zagabria.
Il 2 luglio 2010 firma per il Wisla Cracovia. Debutta con il Wisla il 29 luglio 2010 nella sconfitta per 0-1 contro il Qarabağ in Europa League. Debutta nel campionato polacco l'8 agosto 2010 nella vittoria casalinga per 1-0 contro l'Arka Gdynia.

#### Pescara
Svincolato dopo 4 stagioni con il Wisla Cracovia giunge in Italia al Pescara, club che milita in serie B. Fa il suo esordio nel campionato cadetto italiano il 13 dicembre 2014 in Pescara - Avellino 0-0. Scende in campo schierato titolare ma al 5' di gioco in uno scontro di gioco riporta un grave infortunio (frattura composta delle ossa nasali e frattura del pavimento dell'orbita sinistra con lieve infossamento.)
Il 10 febbraio 2015 viene dato in prestito alla Dinamo Bucarest.

### Nazionale
Il CT della nazionale maggiore, Safet Sušić lo convoca per le partite contro Francia e Lussemburgo a settembre del 2010.

## Palmarès

### Club

#### Competizioni nazionali
- Campionato polacco: 1

Wisła Cracovia: 2010-2011